# Pawłowice (powiat pszczyński)
Pawłowice (niem. Pawlowitz) – wieś położona w województwie śląskim, w powiecie pszczyńskim, siedziba gminy Pawłowice. Jest to jedna z najludniejszych wsi Polski. Powierzchnia sołectwa wynosi 18,05 km², a liczba ludności 9641, co daje gęstość zaludnienia równą 534 osoby na km².

## Położenie
Wieś znajduje się na skrzyżowaniu trzech ważnych dróg: DK81 prowadzącej z Katowic przez Żory w kierunku Ustronia, DW933 prowadzącej z Chrzanowa przez Pszczynę i Wodzisław Śląski w kierunku Raciborza oraz DW938 łączącej Pawłowice i Cieszyn.

## Historia
Nazwa miejscowości pochodzi od Pawła, jej założyciela w XIII wieku. Miejscowość po raz pierwszy wzmiankowana została w 1281 jako Pawlowicz. Miejscowa parafia św. Jana Chrzciciela powstała w 1293. Pawłowice wymieniono też w szeregu wsi położonych w okolicy Żor i Wodzisławia (ville circa Zary et Wladislaviam) w zlatynizownej formie Paulowitz. W dokumencie sprzedaży dóbr pszczyńskich wystawionym przez Kazimierza II cieszyńskiego w języku czeskim we Frysztacie w dniu 21 lutego 1517 roku wieś została wymieniona jako Pawlowicze. Wsią komorną pozostawała do końca XVI wieku, po czym została nabyta przez rodzinę Pawłowskich (z której pochodził m.in. biskup ołomuniecki Stanislav Pavlovský). W 1596 powstał pierwszy gotycki kościół murowany. Od początku XVIII w. do połowy XIX w. Pawłowice należały do niemieckiego rodu Gusnarów. A w połowie XIX wieku do 1945 r. właścicielami Pawłowic był pochodzący z Niemiec ród Reitzensteinów, ale wieś jednak była w większości zamieszkała przez ludność polską. W plebiscycie w 1921 r. 74% mieszkańców Pawłowic głosowało za przyłączeniem do Polski. W 1922 r. wieś Pawłowice została przyłączona do Polski i znajdowała się w województwie śląskim. W latach 1939–1945 po ataku na Polskę i kampanii wrześniowej Pawłowice były okupowane przez Niemców. Ostatnim właścicielem pawłowickiego majątku był baron Karol Egon von Reitzenstein, który opuścił Pawłowice w 1945 roku tuż przed wkroczeniem wojsk radzieckich. Po wojnie dobra Reitzensteinów przeszły na własność państwa. W styczniu 1945 r. przez Pawłowice przeszedł tzw. marsz śmierci z obozów KL Auschwitz w Oświęcimiu na stację kolejową do Wodzisławia Śląskiego. A Pawłowice zostały wyzwolone spod okupacji niemieckiej na przełomie stycznia i lutego 1945.
W latach 1975–1998 miejscowość należała administracyjnie do województwa katowickiego.
W roku 2010 Rada Gminy Pawłowice otrzymała Nagrodę im. Karola Miarki.

## Zabytki
Według Narodowego Instytutu Dziedzictwa, w miejscowości znajdują się następujące obiekty zabytkowe:
- kościół parafialny pw. św. Jana Chrzciciela z 1596 r. (nr rej.: 455/65 z 14.12.1965),
- ruina pałacu z zachowanymi piwnicami oraz park krajobrazowy z XVIII wieku w granicach dawnego założenia parkowego (nr rej.: A/175/08 z 7.02.1966).

Poza formalnie ustanowionymi zabytkami wartość historyczną prezentują także inne obiekty:
- mleczarnia w Starych Pawłowicach z 1924 r.,
- słup graniczny i kamienie graniczne znajdujące się na trasie rowerowej z Pawłowic do Strumienia (grobla stanowiąca do 1920 r., kiedy to w życie wszedł traktat wersalski, granicę pomiędzy Cesarstwem Niemieckim a Austro-Węgrami).

## Budynki i instytucje w Pawłowicach

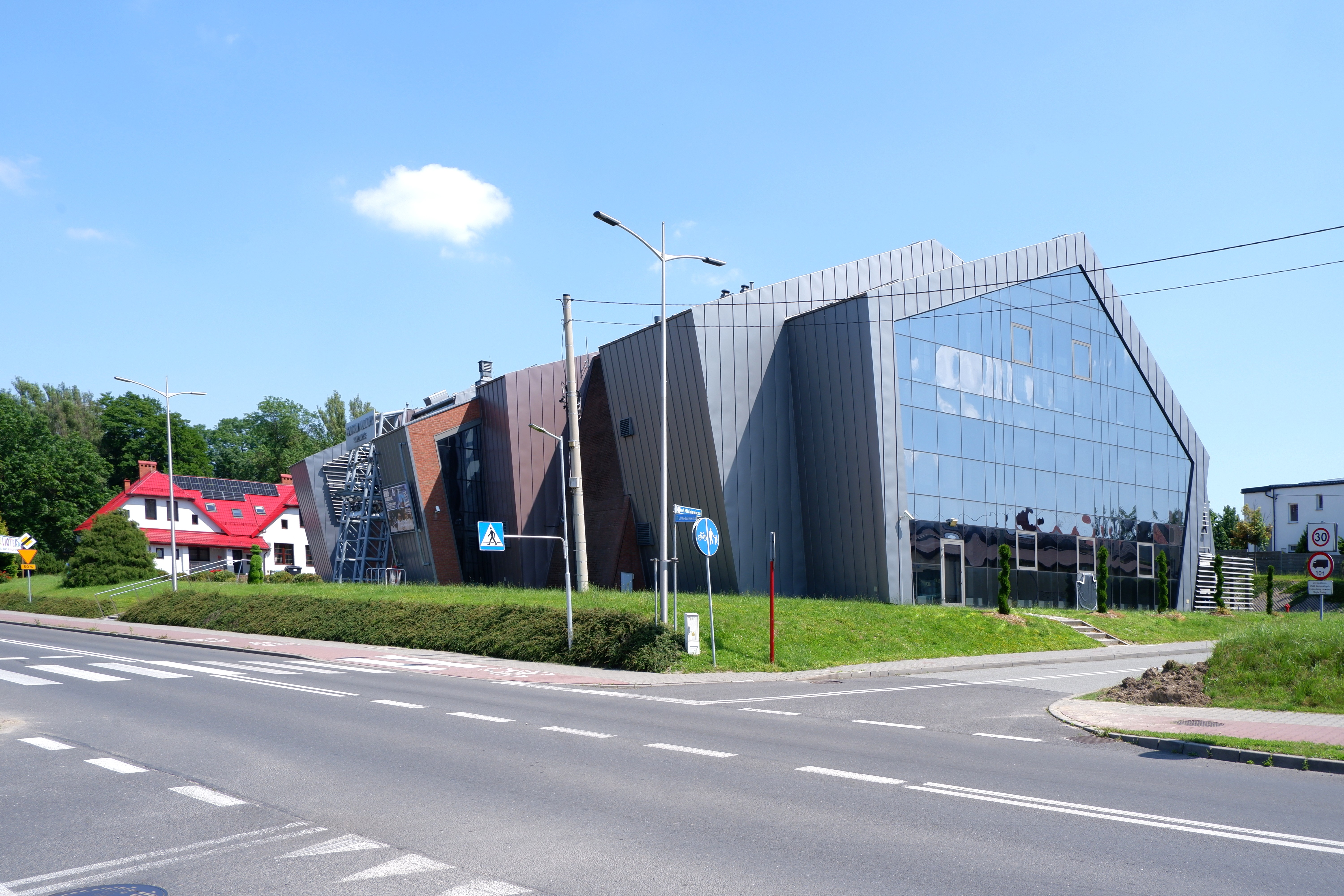
Gminny Ośrodek Kultury

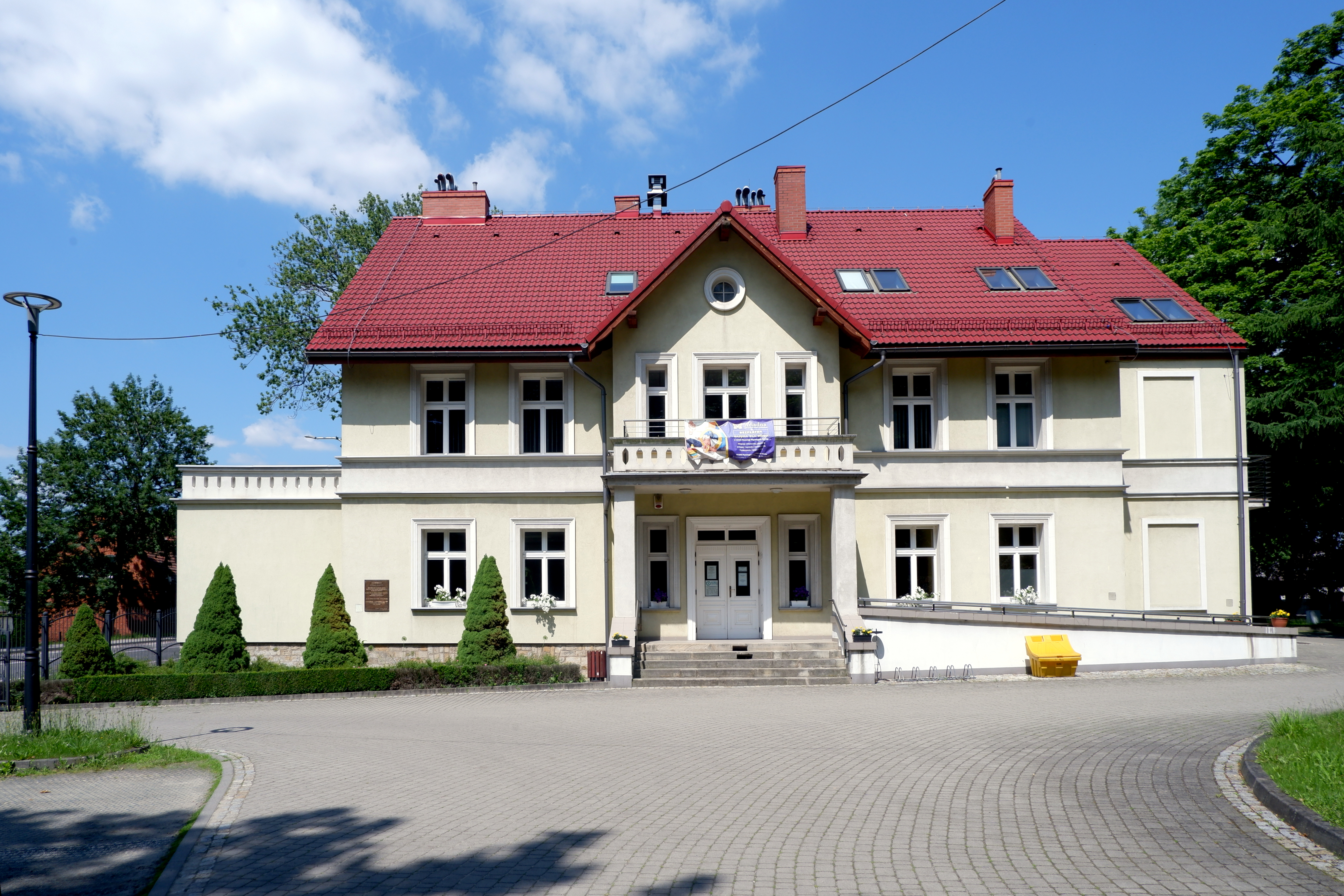
Willa Reitzensteinów – ośrodek zdrowia

W Pawłowicach znajdują się, między innymi:
- Urząd Gminy, ul. Zjednoczenia 60,
- Gminny Ośrodek Sportu w Pawłowicach, ul. Sportowa 14 (m.in. basen, sauna, hala, kompleks boisk, lodowisko, wrotkarnia, ścianka wspinaczkowa),
- Gminny Ośrodek Kultury, ul. Zjednoczenia 67,
- Urząd Pocztowy, ul. Zjednoczenia 64 i ul. Górnicza 14 (filia),
- Kopalnia Węgla Kamiennego „Pniówek”, ul. Krucza 18,
- Gminna Biblioteka Publiczna, ul. Zjednoczenia 67,
- Zespół Szkolno-Przedszkolny, ul. Pukowca 4,
- Zespół Szkół Ogólnokształcących im. Jana Pawła II, ul. Pukowca 5,
- Przychodnia zdrowia, ul. Zjednoczenia 10a,
- Klub GKS Pniówek Pawłowice, który gra w sezonie 2023/2024 w III lidze piłkarskiej, gr. III oraz ekstraklasie szachowej,
- Parafie rzymskokatolickie św. Jana Chrzciciela (ul. Biskupa Pawłowskiego 7) i Podwyższenia Krzyża Świętego (ul. Szkolna 36).

## Transport

### Drogi
Przez wschodnią część Pawłowic przebiega 81 droga krajowa nr 81, łącząca DK 86 w Katowicach z S52 oraz DW941 w Skoczkowie. DK 81 przebiega przez takie miasta jak: Katowice, Mikołów, Orzesze, Żory, (Pawłowice), Strumień, Skoczków.
Przez Pawłowice przebiegają drogi wojewódzkie:
933 biegnąca przez takie miejscowości jak: Rzuchów, Pszów, Wodzisław Śląski 78, Mszana 1 Jastrzębie-Zdrój, Pawłowice 81, Pszczyna 1, Brzeszcze, Oświęcim 44.
938 biegnąca przez takie miejscowości jak: Pawłowice 81, Cieszyn 52
W Pawłowicach biegną następujące drogi powiatowe:
- 4105S Pawłowice (ul. Zjednoczenia)
- 4106S Pawłowice (ul. Zjendoczenia)[10][12]

### Komunikacja

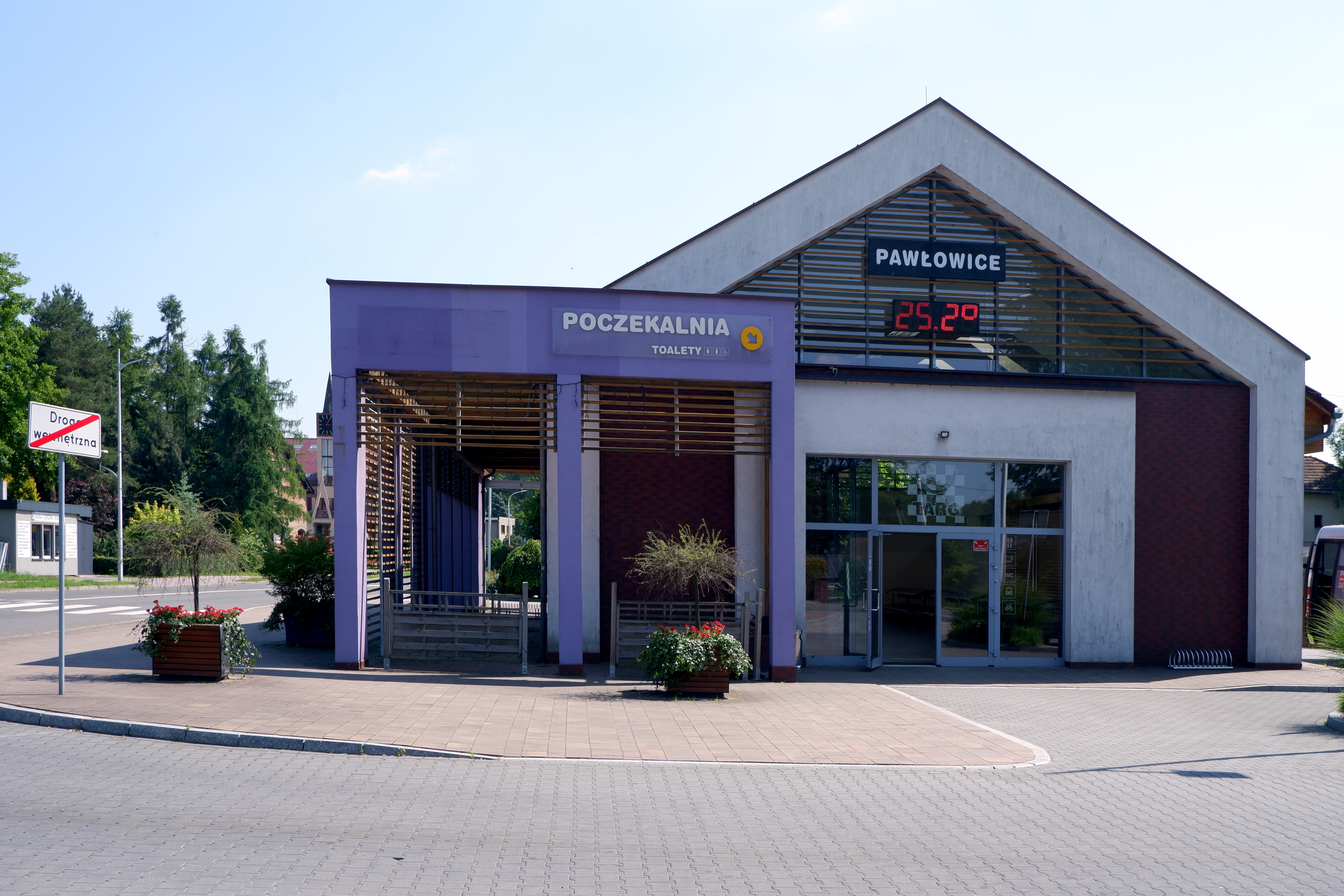
Dworzec autobusowy

Na terenie wsi kursują autobusy MZK Jastrzębie-Zdrój, łącząc Pawłowice m.in. z Jastrzębiem-Zdrojem i Żorami. Pomiędzy sołectwami kursuje również komunikacja międzygminna. Przez wieś kursują także autobusy komunikacji powiatowej z Pszczyny, a także do Katowic, Wisły oraz Cieszyna. 

### Kolej
Pawłowice leżą na linii kolejowej nr 139 relacji Orzesze - Wodzisław Śląski. Od 10 grudnia 2023 r. funkcjonuje również przystanek kolejowy Pawłowice Śląskie Centrum z którego pociągiem dojechać można do Wisły, Żywca i Gliwic.

## Turystyka
Przez miejscowość przebiegają następujące trasy rowerowe:
- czarna trasa rowerowa nr 188, istniejąca pod nazwą Trakt Czarnego Skarbu
- czerwona trasa rowerowa nr 190, istniejąca pod nazwą Trakt Reitzensteinów
- zielona trasa rowerowa Pawłowice – Strumień (tzw. Trakt Cesarsko-Pruski)
- niebieska trasa rowerowa nr 178 – Pawłowice – Pszczyna (tzw. Plessówka)
- niebieska trasa rowerowa nr 279 – Jastrzębie-Zdrój – Strumień

## Ludzie związani z Pawłowicami
- Stanisław Pawłowski z Pawłowic (ur. ok. 1545, zm. 2 czerwca 1598) – szlachcic, biskup ołomuniecki w latach 1579–1598.